# Стара градска кукя
Стара градска кукя (на македонска литературна норма: Стара градска куќа) е възрожденска къща, намираща се в град Скопие, Северна Македония. Сградата, която е рядък пример за народна архитектура от XIX век и е сред най-старите запазени в града, е обявена за важно културно наследство на Северна Македония. В нея е настанен ресторант със същото име.

## Местоположение
Сградата е разположена на улица „Филип Втори Македонски“ № 14 (старо име „Пайко маало“ и „104“ № 4) в Пайко махала, срещу Македонската опера и балет.

## История
Сградата е изградена в 1836 година. В 2000 година е реновирана.

## Архитектура
В архитектурно отношение е еднофамилна традиционна къща с двор. Изградена е в лека конструкция – дървен скелет с пълнеж от кирпици, поставена върху масивни каменни стени. Жилищните помещения са на три нива. Разположението на стаите на двете главни нива е еднакво и вариациите са в свързващите помещения – трема на приземието, остъклен атрактивен чардак с платформа на ката и отворен чардак, също на ката.
Интериорът е поразителен. Стаите са светли и просторни, оборудвани с долапи (вградени шкафове), миндери и дивани (места за сядане), с малко подвижни мебели и богато декорирани тавани и много резбовани детайли.